# カナダ陸軍

カナダ陸軍

カナダ陸軍（カナダりくぐん）は、カナダにおける陸上兵力のことである。

## 概要
1968年に三軍を一本化し、もう一度非公式ではあるが機動部門を現役も予備役の両方もカナダ地上部隊に言及するようにし、1980年代までにカナダ陸軍として影響を与えようと陸軍という用語にするが賛成を得られなかった。機動部門の初期の組織はヘリコプターによる戦略的な地上攻撃も含まれており、地上部隊に加えることはアメリカ海兵隊の統合戦闘に近づいていった。1975年にはカナダ軍の再編により航空部隊は組織として再譲渡されすべての空の長所として作られた。機動部門は機動軍と名称を変更し排他的な地上部隊となった。1997年に機動軍を統合軍地上部隊に変更した。2011年8月16日には統合軍地上部隊は正式にカナダ陸軍に改められた。

## 組織
- 大西洋地域軍
  - 第36カナダ旅団群
    - ハリファックス・ライフルズ連隊
    - プリンスエドワード島連隊
    - 第1野戦砲兵連隊
    - 第84独立野戦砲兵大隊
    - 第45工兵中隊
    - プリンセスルイーズフュージリアーズ連隊
    - ウェストノバスコシア連隊
    - ノバスコシアハイランダーズ連隊
    - ケープ・ブレトンハイランダーズ連隊
    - 第36役務大隊

  - 第37カナダ旅団群
    - 第8カナダ軽騎兵連隊
    - 第3野戦砲兵連隊
    - 第56工兵中隊

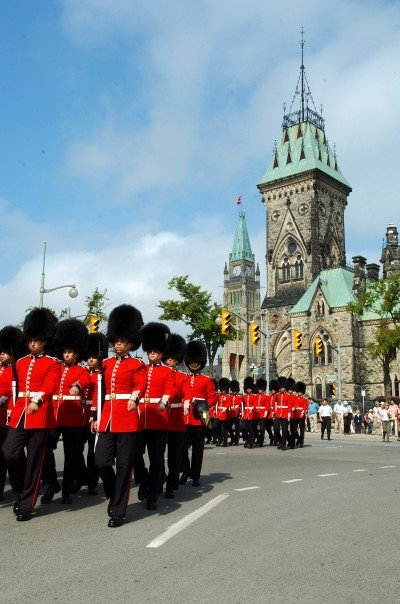
パレードを行うグレネーダーガーズ

    - ロイヤルニューブランズウィック連隊第1大隊
    - ロイヤルニューブランズウィック連隊第2大隊
    - ロイヤルニューファンドランド連隊第1大隊
    - ロイヤルニューファンドランド連隊第2大隊
    - 第37役務大隊

  - 第72通信群
    - 第721通信連隊
    - 第722通信中隊
    - 第723通信中隊
    - 第724通信中隊
    - 第725通信中隊
    - 第728通信中隊

  - 第5カナディアンレンジャーパトロール群
  - 第3情報中隊
- ケベック地域軍
  - 第34カナダ旅団群
    - 王立カナダ軽騎兵連隊
    - ハル連隊
    - 第22ロイヤル連隊第4大隊
    - 第22ロイヤル連隊第6大隊
    - メゾヌーヴ連隊
    - モントロイヤルフュージリアーズ連隊
    - ブラックウォッチ連隊
    - カナダグレネーダーガーズ連隊
    - ロイヤルモントリオール連隊
    - 第2野戦砲兵連隊
    - 第34戦闘工兵連隊
    - 第34役務中隊
    - 第34通信連隊

  - 第35カナダ旅団群
    - シェルブルック軽騎兵連隊
    - 第12カナダ軽騎兵連隊
    - ショーディエール連隊
    - サグネ連隊
    - シェルブルック連隊
    - セイントローランフュージリアーズ連隊
    - ケベックヴォルギデュール連隊
    - 第6野戦砲兵連隊
    - 第62野戦砲兵連隊
    - 第35戦闘工兵連隊
    - 第35役務大隊

  - 第71通信群
    - 第712通信中隊
    - 第713通信中隊
    - 第714通信中隊

  - 第2カナディアンレンジャーパトロール群
  - 第4情報中隊
- 中部地域軍
  - 第31カナダ旅団群
    - 第1軽騎兵連隊
    - ウィンザー連隊
    - ロイヤルハミルトン軽歩兵連隊
    - リンカーンアンドウェランド連隊
    - 王立カナダ連隊第4大隊
    - カナダロイヤルハイランドフュージリアーズ連隊
    - エセックスアンドケント・スコティッシュ連隊
    - カナダアーガイルアンドサザーランドハイランダー連隊
    - 第11野戦砲兵連隊
    - 第56野戦砲兵連隊
    - 第31戦闘工兵連隊
    - 第31役務大隊

  - 第32カナダ旅団群
    - 総督府近衛騎兵連隊
    - クイーンズヨークレンジャー連隊
    - カナダクイーンズオウンライフルズ連隊
    - カナダロイヤル連隊
    - グレイアンドシムコー・フォレスターズ連隊
    - ローン・スコット連隊
    - 第48カナダハイランダー連隊
    - トロント・スコティッシュ連隊
    - 第7トロント連隊
    - 第32戦闘工兵連隊
    - 第32役務連隊
- 西部地域軍
  - 第38カナダ旅団群
    - サスカチュワン竜騎兵連隊
    - フォート・ギャリー軽騎兵連隊
    - ノースサスカチュワン連隊
    - ロイヤルウィニペグライフル連隊
    - レイクスペリオルスコティッシュ連隊
    - カナダクイーンズオウンキャメロンハイランダー連隊
    - 第10野戦砲兵連隊
    - 第26野戦砲兵連隊
    - 第116独立野戦砲兵大隊
    - 第38通信連隊
    - 第38役務大隊

  - 第39カナダ旅団群
    - ブリティッシュコロンビア連隊
    - ブリティッシュコロンビア竜騎兵連隊
    - ロッキーマウンテンレンジャー連隊
    - ロイヤルウェストミンスター連隊
    - カナダシーフォースハイランダー連隊
    - カナダスコティッシュ連隊
    - 第5野戦連隊
    - 第15野戦連隊
    - 第39戦闘工兵連隊
    - 第39通信連隊
    - 第39役務大隊

  - 第41カナダ旅団群
    - サウスアルバータ軽騎兵連隊
    - キングスオウンカルガリー連隊
    - ロイヤルエドモントン連隊
    - カルガリーハイランダー連隊
    - 第20野戦連隊
    - 第20独立野戦連隊
    - 第41戦闘工兵連隊
    - 第41通信連隊
    - 第41役務大隊

  - 第73通信群
    - 第731通信中隊
    - 第742通信中隊
    - 第4カナダレンジャーパトロール群
    - 第6情報中隊

## 装備

### 装甲戦闘車両

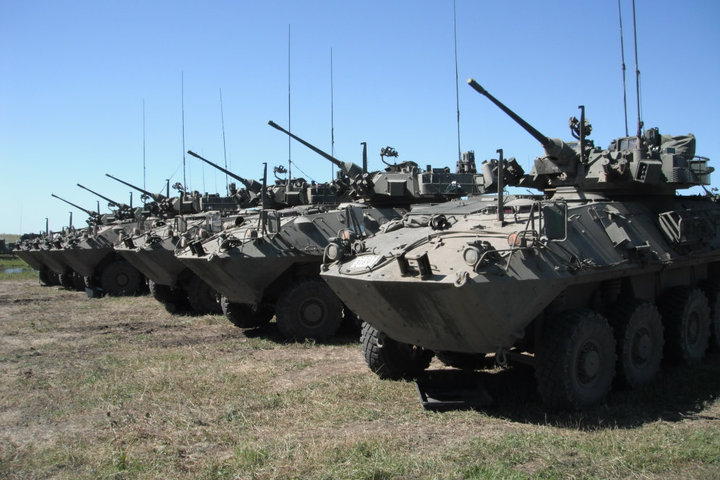
コヨーテ偵察戦闘車

- レオパルト2A4M、レオパルト2A6 - 主力戦車
- レオパルトC1、レオパルトC2 - 主力戦車
- AVGP - AVGPクーガー・AVGPグリズリー・AVGPハスキー - ピラニアI
- コヨーテ偵察戦闘車（英語版） - ピラニアII
- バイソン装甲兵員輸送車（英語版） - ピラニアII
- LAV III（英語版） - ピラニアIII
- RG-31 - MRAP
- クーガー装甲車 - MRAP
- マンバ装甲兵員輸送車 - MRAP
- バッファロー (地雷除去車) - MRAP

### 火砲
- LG1 105mm榴弾砲
- M777 155mm榴弾砲
- HIMARS

### 機関砲
- M242 ブッシュマスター

### ヘリコプター
- CH-47 (航空機)

### 小火器

C8突撃銃

- FN ブローニング・ハイパワー
- SIG SAUER P226
- C7
- C8カービン
- C19(予備役が使用)
- C9
- M2
- C6
- C3狙撃銃
- C14狙撃銃
- C15対物狙撃銃